# نظرية البيئة المحيطة لنايتينجيل
تُعتبر فلورنس نايتينجيل (1820-1910)، مؤسسِة المنهج العلمي والتربوي للتمريض، وقد ذاع صيتها باسم «السيدة حاملة المصباح»، وقد كتبت أول ملاحظات تختص بمهنة التمريض، والتي أصبحت فيما بعد الأساس الذي تقوم عليه ممارسة المهنة والبحث العلمي فيها. حيث جاءت هذه الملاحظات تحت عنوان ملاحظات عن التمريض: ما يمثله وما لا يمثله (1860)، وقد وضعت بها بعض نظرياتها الخاصة بالتمريض، والتي تعتبر الأسس التي تقوم عليها ممارسة المهنة في أماكن مختلفة، بما في ذلك الأُطُر الفكرية والنظريات المتتابعة في مجال التمريض،  وتعد نايتينجيل أول من وضع نظريات علم التمريض. وتكمن إحدى النظريات التي وضعتها في نظرية البيئة المحيطة، والتي أدمجت عملية استعادة المرضى الذين يخضعون لرعاية الممرضات لحالتهم الصحية المعتادة اثناء تلقيهم الرعاية الصحيةً، ولا تزال تلك النظرية معمولاً بها حتى الوقت الحاضر.

## الآثار البيئية
كتبت نايتينجيل في ملاحظاتها عن التمريض أنَّ التمريض يعد «عملية استثمار البيئة المحيطة للمريض في مساعدته على التعافي» (نايتينجيل 1860/1969)، وتقتضي أن يبادر الممرض بتهيئة بيئة محيطة مناسبة لكي يستعيد المريض صحته تدريجياً، وكذلك تشير إلى أن العوامل الخارجية المرتبطة بالبيئة المحيطة بالمريض تؤثر على حياته أو حالته الحيوية أو الفسيولوجية، وعلى تطور حالته الصحية أيضًا.

## العوامل البيئية التي تؤثر على الصحة
- الهواء النقي الخالص: «الحفاظ على نقاء الهواء الذي يتنفسه المريض بمثل درجة نقاء الهواء الخارجي دون أن يشعر بالبرد.»
- المياه النقية: «تُستخدم مياه الآبار الملوثة للغاية في الأغراض المنزلية. وفي حالة ظهور مرض وبائيّ، فمن المؤكد أن يعاني الشخص الذي يستخدم هذه المياه من ذلك المرض.»
- شبكة صرف فعالة: «إنَّ قنوات الصرف الصحي ربما تكون مجرد معمل تتسرب منه الأمراض والأوبئة إلى داخل المنزل.»
- النظافة: «أهم جانبٍ من جوانب التمريض يتمثل في الحفاظ على النظافة.»
- الإضاءة (وخاصةً ضوء الشمس المباشر)- «إن فائدة الإضاءة في معالجة الأمراض مهمة للغاية.»[4]

إن أي نقصٍ في واحدٍ أو أكثر من هذه العوامل قد يؤدي إلى ضعف وظائف العمليات الحيوية أو تدهور الحالة الصحية للمريض.

## توفير الرعاية عن طريق البيئة
أظهرت هذه العوامل أهميةً كبيرة في الزمن الذي عاشت فيه نايتينجيل، عندما كانت مؤسسات الصحة تفتقر إلى الصرف الصحي الجيد، كما عانى العاملون بمجال الصحة آنذاك من نقص التعليم والتدريب، حيث كان الكثير منهم غير أكفاء وغير معول عليهم في تلبية احتياجات المرضى. ومن النقاط البارزة في نظرية البيئة المحيطة هي توفير بيئة دافئة وهادئة أو خالية من الضوضاء، والعناية باحتياجات المريض الغذائية عن طريق تقدير كمية الغذاء التي يتناولها المريض، وتسجيل أوقات تناول الطعام، وتقييم آثاره على المريض.
أظهرت نظرية نايتينجيل فاعليتها في أثناء حرب القرم، عندما قامت مع عددٍ آخرٍ من الممرضات اللاتي قامت بتدريبهن برعاية الجنود المصابين والسهر على العناية باحتياجاتهم العاجلة، في الوقت الذي كانت فيه الأمراض المعدية والانتشار السريع للعدوى مستفحلاً في هذه الفترة المبكرة من عمر تطور الأدوية المضادة للأمراض. ولا تزال عملية تهيئة البيئة المحيطة طبقًا لحالة المريض الصحية أو طبيعة المرض تُطبَق إلى يومنا هذا، على سبيل المثال في حالات المرضى المصابين بمرض المطثية الكزازية (المصابين بمرض الكزاز)، والذين يحتاجون إلى أقل قدرٍ من الضوضاء حتى يشعروا بالهدوء، وإلى بيئةٍ محيطةٍ هادئة للغاية لتجنب المنبهات المسببة للنوبات.